# Allium microdictyon
Allium microdictyon — багаторічна рослина родини амарилісових, поширена у Казахстані, Монголії, азійській частині Росії.

## Опис
Цибулини по одній або кілька сидять на косому кореневищі, конічні-циліндричні, 1–1,5 см діаметром; зовнішня оболонка сірувато-бура. Листків 2–3, 10–20 см завдовжки, 2–8 см завширшки, гладкі, ланцетні або довгасто-еліптичні, при основі переходять в черешок 3–7 см завдовжки. Стеблина 30–70 см, вкрита листовими піхвами на 1/3–1/2 довжини. Зонтик кулястий, густий. Листочки оцвітини жовтувато-білі, еліптичні, тупі. Число хромосом 2n = 16.

## Поширення
Поширення: східний Казахстан, Монголія, Росія — південне Приуралля, Сибір, Далекий Схід.
Зростає у вологих лісах на лісових і субальпійських луках.